# Viktor Lieblein
Viktor Lieblein (* 27. November 1869 in Prag, Österreich-Ungarn; † 1939 in Prag, Tschechoslowakei) war ein deutscher Chirurg.

## Leben
Lieblein studierte Medizin an der Deutschen Universität in Prag, wo er am 13. Juli 1893 promoviert wurde. Während seiner Studienzeit hatte er am Anatomischen Institut unter Carl Rabl sowie am Pharmakologischen Institut unter Franz Hofmeister gearbeitet.
Zwischen 1895 und 1. Februar 1908 war er Assistent an der Chirurgischen Klinik der Deutschen Universität Prag unter Anton Wölfler. 1902 habilitierte er sich für Chirurgie und unterrichtete fortan als Privatdozent ebenda. Im Herbst 1907 wurde er Titularprofessor, erst 1924 außerordentlicher Professor an der Deutschen Universität Prag.
Seit 1908 war er Chefarzt am Prager Handelsspital; 1911 bewarb er sich auf die Nachfolge Anton Wölflers als Professor der Chirurgie an der Universität Prag. 1913 wurde er zum Vorstand der Chirurgischen Abteilung der Universitäts-Poliklinik berufen.

## Schriften
- Referat über die Arbeiten Liebleins bis 1911 in der »Berufungsakte Professur für Chirurgie an der Deutschen Universität Prag 1911 (Hermann Schloffer)«, S. 18–28 der PDF (Arbeiten nur mit Inhalt beschrieben, ohne Quelle)
- Chemische Untersuchung einer Dermoidcyste. »Zeitschrift für Physiologische Chemie« 21.1895, S. 285–287 Digitalisat MPI Wissenschaftsgeschichte
- Zur Statistik und Technik der Radikaloperationen des Mastdarmkrebses. »Beitraege zur klinischen Chirurgie« Band 33.1901, S. 464 Digitalisat Google Books
- Ein Beitrag zur Kasuistik der Myome des Dünndarms (Hierzu Taf. IX.). In »Beitraege zur klinischen Chirurgie« Band 41.1904 (Beitrag XXII = S. 571–578) Digitalisat Google Books
- Zur Kasuistik der Coxa vara infantum. »Prager medizinische Wochenschrift« 28.1903, S. 557–560 Digitalisat Kramerius.cz
- Ueber Fremdkörper der Speiseröhre und ihre operative Entfernung (Hierzu 4 Abbildungen und Taf. X.). In »Beitraege zur klinischen Chirurgie« Band 41.1904 (Beitrag XXII = S. 579–606) Digitalisat Google Books
- (mit Heinrich Hilgenreiner) Die Geschwüre und die erworbenen Fisteln des Magen-Darmkanales. Stuttgart : Enke 1905 (= »Deutsche Chirurgie«, Band 46c)
- Wichtigste Fehlerquellen bei der Deutung von Röntgenbefunde. Wien & Leipzig : Wilhelm Braumüller 1906 (im »Handbuch der ärztlichen Sachverständigen-Tätigkeit«, Band 13.2)
- Ueber Magen-Darmblutungen nach Milzexstirpation : Zugleich ein Beitrag zur Kasuistik der isolierten Schußverletzungen der Milz. »Mitteilungen aus den Grenzgebieten der Medizin und Chirurgie« 17.1907, S. 431–446 Digitalisat Google Books
- (mit Anton Wölfler) Die Fremdkörper des Magen-Darmkanales. Stuttgart : Enke 1909 (= »Deutsche Chirurgie«, Band 46b)